# 건초 (서량)
건초(建初)는 중국 서량(西凉) 무소왕(武昭王)의 두 번째 연호이다. 405년에서 417년 2월까지 12년 2개월 동안 사용하였다.
같은 시기에 사용된 다른 연호로는 동진(東晉)에서 사용한 의희(義熙 : 405년 ~ 418년), 후연(後燕)에서 사용한 광시(光始 : 401년 ~ 406년), 건시(建始 : 407년), 후진(後秦)에서 사용한 홍시(弘始 : 399년 ~ 416년), 영화(永和 : 416년 ~ 417년), 서진(西秦)에서 사용한 경시(更始 : 409년 ~ 412년), 영강(永康 : 412년 ~ 419년), 북량(北凉)에서 사용한 영안(永安 : 401년 ~ 412년), 현시(玄始 : 412년 ~ 428년), 남량(南凉)에서 사용한 가평(嘉平 : 408년 ~ 414년), 남연(南燕)에서 사용한 건평(建平 : 400년 ~ 405년), 태상(太上 : 405년 ~ 410년), 하(夏)에서 사용한 용승(龍昇 : 407년 ~ 413년), 봉상(鳳翔 : 413년 ~ 418년), 북연(北燕)에서 사용한 정시(正始 : 407년 ~ 409년), 태평(太平 : 409년 ~ 430년), 북위(北魏)에서 사용한 천사(天賜 : 404년 ~ 409년), 영흥(永興 : 409년 ~ 413년), 신서(神瑞 : 414년 ~ 416년), 태상(泰常 : 416년 ~ 423년)이 있다.

## 연대대조표
| 건초                | 원년                           | 2년                  | 3년             | 4년             | 5년                 | 6년        | 7년        | 8년                  | 9년                 | 10년            |
| 서력                | 405년                          | 406년                | 407년           | 408년           | 409년               | 410년      | 411년      | 412년                | 413년               | 414년           |
| 육십간지 (六十干支) | 을사(乙巳)                     | 병오(丙午)           | 정미(丁未)      | 무신(戊申)      | 기유(己酉)          | 경술(庚戌) | 신해(辛亥) | 임자(壬子)           | 계축(癸丑)          | 갑인(甲寅)      |
| 동진 (東晉)         | 의희(義熙) 원년                | 2년                  | 3년             | 4년             | 5년                 | 6년        | 7년        | 8년                  | 9년                 | 10년            |
| 후연 (後燕)         | 광시(光始) 5년                 | 6년                  | 건시(建始) 원년 | -               | -                   | -          | -          | -                    | -                   | -               |
| 후진 (後秦)         | 홍시(弘始) 7년                 | 8년                  | 9년             | 10년            | 11년                | 12년       | 13년       | 14년                 | 15년                | 16년            |
| 서진 (西秦)         | -                              | -                    | -               | -               | 경시(更始) 원년     | 2년        | 3년        | 4년 영강(永康) 원년  | 2년                 | 3년             |
| 북량 (北凉)         | 영안(永安) 5년                 | 6년                  | 7년             | 8년             | 9년                 | 10년       | 11년       | 12년 현시(玄始) 원년 | 2년                 | 3년             |
| 남량 (南凉)         | -                              | -                    | -               | 가평(嘉平) 원년 | 2년                 | 3년        | 4년        | 5년                  | 6년                 | 7년             |
| 남연 (南燕)         | 건평(建平) 6년 태상(太上) 원년 | 2년                  | 3년             | 4년             | 5년                 | 6년        | -          | -                    | -                   | -               |
| 하 (夏)             | -                              | -                    | 용승(龍昇) 원년 | 2년             | 3년                 | 4년        | 5년        | 6년                  | 7년 봉상(鳳翔) 원년 | 2년             |
| 북연 (北燕)         | -                              | -                    | 정시(正始) 원년 | 2년             | 3년 태평(太平) 원년 | 2년        | 3년        | 4년                  | 5년                 | 6년             |
| 북위 (北魏)         | 천사(天賜) 2년                 | 3년                  | 4년             | 5년             | 6년 영흥(永興) 원년 | 2년        | 3년        | 4년                  | 5년                 | 신서(神瑞) 원년 |
| 의희                | 11년                           | 12년                 | 13년            |                 |                     |            |            |                      |                     |                 |
| 서력                | 415년                          | 416년                | 417년           |                 |                     |            |            |                      |                     |                 |
| 육십간지 (六十干支) | 을묘(乙卯)                     | 병진(丙辰)           | 정사(丁巳)      |                 |                     |            |            |                      |                     |                 |
| 동진 (東晉)         | 11년                           | 12년                 | 13년            |                 |                     |            |            |                      |                     |                 |
| 후진 (後秦)         | 17년                           | 18년 영화(永和) 원년 | 2년             |                 |                     |            |            |                      |                     |                 |
| 서진 (西秦)         | 4년                            | 5년                  | 6년             |                 |                     |            |            |                      |                     |                 |
| 북량 (北凉)         | 4년                            | 5년                  | 6년             |                 |                     |            |            |                      |                     |                 |
| 하 (夏)             | 3년                            | 4년                  | 5년             |                 |                     |            |            |                      |                     |                 |
| 북연 (北燕)         | 7년                            | 8년                  | 9년             |                 |                     |            |            |                      |                     |                 |
| 북위 (北魏)         | 2년                            | 3년 태상(泰常) 원년  | 2년             |                 |                     |            |            |                      |                     |                 |

## 같이 보기
- 다른 왕조의 같은 연호
  - 후한(後漢) 건초(76년 ~ 84년)
  - 성한(成漢) 건초(303년 ~ 304년)
  - 후진(後秦) 건초(386년 ~ 394년)
- 중국의 연호

| 이전 연호 경자(庚子) | 중국의 연호 서량(西凉) | 다음 연호 가흥(嘉興) |